# 瓦爾帕萊索 (安蒂奧基亞省)

瓦爾帕萊索（西班牙語：Valparaíso），是哥倫比亞的城鎮，位於該國西北部安蒂奧基亞省，面積130平方公里，距離麥德林100公里，海拔高度1,375米，2002年人口8,033，人口密度每平方公里62人。
5°37′05″N 75°37′44″W / 5.618°N 75.629°W